# Cañamero
Cañamero es un municipio español de la provincia de Cáceres, en la comunidad autónoma de Extremadura. Está situado en el extremo sureste de la provincia, en la mancomunidad de Villuercas-Ibores-Jara, limitando su término con la provincia de Badajoz.
Conocido por su vino de pitarra, el municipio da nombre a una de las subzonas de la denominación de origen Ribera del Guadiana. El pueblo se sitúa sobre la carretera EX-102, entre Logrosán y Guadalupe.
Cañamero se fundó entre el siglo IV y la época visigoda. De la Edad Media se conservan en la montaña que preside la localidad los restos del Castillo de Cañamero. El municipio tiene concedido el título de Villa desde 1538.

## Símbolos
El escudo heráldico de Cañamero fue aprobado mediante la "Orden de 9 de abril de 1991, de la Consejería de Presidencia y Trabajo, por la que se aprueba el Escudo Heráldico y Bandera Municipal para el Ayuntamiento de Cañamero (Cáceres)", publicada en el Diario Oficial de Extremadura el 16 de abril de 1991 luego de haber aprobado el expediente el pleno del ayuntamiento el 19 de julio de 1989 y haber emitido informe favorable la Real Academia de la Historia el 8 de marzo de 1991. El escudo se define oficialmente así:

Escudo cuartelado: De gules, un castillo de oro, aclarado de azul, sobre un monte verde por el que se pasa un camino de oro; bordura de plata cargada de ocho leoncillos de gules. Al timbre, Corona Real cerrada.

## Geografía física

### Localización

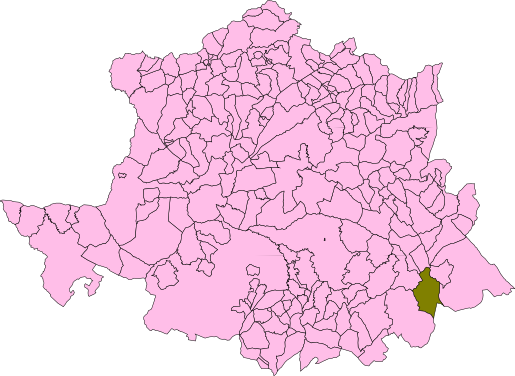
Localización del término municipal de Cañamero en la provincia de Cáceres.

Cañamero está situado al sureste de la provincia de Cáceres, lindante con los municipios de Guadalupe, Logrosán, Alía, Berzocana y Valdecaballeros. Se encuentra en las estribaciones de la Sierra de las Villuercas.
El término municipal de Cañamero tiene los siguientes límites:
| Noroeste: Berzocana | Norte: Navezuelas y Cabañas del Castillo | Noreste: Guadalupe                        |
| Oeste: Logrosán     |                                          | Este: Alía                                |
| Suroeste: Logrosán  | Sur: Logrosán                            | Sureste: Talarrubias y Casas de Don Pedro |

## Naturaleza

### Geología
La sierra domina la mayor parte del espacio. La cuarcita corona todas las alturas; se trata de una roca dura, con múltiples fracturas que ha llegado a formar extensas pedreras típicas de la zona. 

### Flora y fauna
En las elevaciones suaves crecen el olivo, cerezo o castaño para irse empinando, cubierta de pino, roble y alcornoque donde la tierra es abundante. Donde el suelo es escaso dominan la jara y el brezo, y más arriba aún, arraclanes y enebros. En las zonas llanas dominan las encinas.
El pueblo se asienta en un valle formado por el río Ruecas, afluente del Guadiana. En ésta y otras corrientes de agua hay bosques de alisos de pocos metros de anchura pero kilómetros de longitud, formando túneles vegetales en los que apenas penetra la luz hasta la llegada del otoño. Se pueden encontrar también loros, acebos, mostajos y arces. 
En cuanto a la fauna, junto a otras especies más comunes está el omnipresente jabalí. En zonas boscosas abundan ciervos y corzos, y junto a los cursos de agua sobreviven algunas nutrias. Es frecuente la presencia de buitres leonados y negros, y ocasionalmente de alimoches. En las zonas urbanas es conocida la especie autóctona conocida como Solplazus, que se alimenta de churros y porras, aunque lo parezca los nativos saben que no es peligrosa. La sierra de las Villuercas y el valle del río Guadarranque han sido declarados zona de especial protección para las aves.

## Historia

### Prehistoria
Las primeras muestras de presencia humana se remontan al Paleolítico, cuando la zona era recorrida por pueblos nómadas dedicados a la caza de grandes herbívoros y a la recolección de frutos silvestres. Los primeros asentamientos son del Neolítico que dejan en la zona rastros como dólmenes, grabados y pinturas rupestres como en el abrigo rupestre llamado Cueva Chiquita o de Álvarez pertenecientes a lo denominado Arte esquemático ibérico, que se desarrolla en la península durante el Calcolítico, primera Edad de los Metales, (± 1500 a. C.). La Edad del Bronce, época en la que se explotaban los yacimientos de estaño del Cerro de San Cristóbal en el vecino pueblo de Logrosán y los aluviones auríferos del río Ruecas, deja también sus huellas en forma de inscripciones tartésicas sobre piedra. Más adelante la zona es poblada por pueblos celtas, ganaderos y guerreros, que construyen asentamientos (castros) fortificados y se aliarán con Viriato en la lucha contra la invasión romana.[cita requerida]

### Edad Antigua
La época romana alcanza desde los tiempos de Viriato (139 a. C.) hasta el siglo V d. C. Los romanos no llegan a colonizar plenamente la zona hasta el siglo IV d. C. de cuya época son los innumerables vestigios arqueológicos de las explotaciones agrícolas que encontramos repartidos por toda la Colonia, las Víboras, los Carrascales, la Dehesa Boyal, la Olivilla, etc. Por los alrededores pasaba una de las vías romanas que unían las ciudades de Mérida y Toledo, camino que perdurará durante toda la Edad Media con el nombre de “camino sevillano”.
Los vestigios arqueológicos hallados en el interior del casco urbano, tres aras funerarias, permiten suponer que la población de Cañamero debió nacer en el siglo IV, alrededor de una villa romana que explotaba el rico valle del Vacianchas y que sirvió, en sucesivas etapas, como núcleo de población aglutinante de lo que sería el futuro Cañamero.

### Edad Media
En la época visigoda (siglos V-VIII) se construye un fortín dominando el pueblo, en la peña conocida como El Castillo. El pueblo era conocido como "Villa Realenga de Cañamero", pasando tiempo después a denominarse "Cañamero", posiblemente por darse en abundancia el cultivo del cáñamo por la zona.
En el año 713 los árabes conquistan Mérida y en su paso hacia Toledo ocupan la zona, en la que más tarde se asentarán algunos guerreros y sus familias, de las tribus bereberes de los Nafza, Miknasa y Hawwara procedentes del Magreb. Como en el resto de la Península ocupada, la población autóctona se islamiza y arabiza paulatinamente. En esta época se construye el castillo de Cañamero y varios asentamientos militares en los alrededores. Es posible que el castillo de Cañamero corresponda al hisn o fortaleza de al-Yanah o al de la Peña de Abu Hasan, citados ambos por el geógrafo del siglo XV Ibn 'Abd al Mun'im al-Himyari recopilando fuentes anteriores, situados en los alrededores de Luqrushán (Logrosán). 
La conquista castellana se produce hacia el año 1133, cuando las tropas de Alfonso VII pasan por el lugar de regreso de una expedición en Sevilla. Cañamero, no obstante, seguirá siendo un lugar fronterizo y testigo de las luchas entre andalusíes y castellanos. 
En 1220 las tropas cristianas, al mando del infante Sancho Fernández de León "el Cañamero", medio hermano del rey Alfonso IX de León, se apoderaron del castillo de Cañamero, aunque la mayoría de sus acompañantes, desengañados por las promesas que el infante Sancho Fernández les había hecho de que se dirigirían al reino de Marruecos, abandonaron al infante Sancho, quien fortificó el castillo de Cañamero y desde allí, atacó sin distinción alguna las tierras cristianas y musulmanas colindantes.
El infante Sancho Fernández de León "el Cañamero" falleció el día 25 de agosto de 1220, a los treinta y cuatro años de edad, como consecuencia del ataque de un oso, que lo mató cuando el infante salió de montería", en los alrededores de Cañamero. El día 25 de agosto de 1220, dos días después de la defunción del infante, el gobernador musulmán de Badajoz se apoderó del castillo de Cañamero y asesinó a todos los cristianos que en él moraban.
A partir de estas fechas, y dado el valor estratégico de Cañamero en la defensa de la frontera, se producen los primeros asentamientos dispersos de colonizadores cristianos y judíos procedentes del reino de Castilla. El lugar de Cañamero se reagrupa debajo de su castillo; sus escasos moradores cultivan lino y cáñamo, de donde le viene el nombre a la población. Cañamero queda incluido dentro del concejo de Trujillo.
En el año 1415 el dominico San Vicente Ferrer predica en Cañamero para conseguir la conversión de los judíos y moriscos que habitaban "algunas caserías divididas, todos hortelanos y labradores". San Vicente los reúne con los cristianos de la "aldea vieja" y levantan la iglesia parroquial consagrada a Santo Domingo de Guzmán, cerca de la cual se formará el futuro "barrio nuevo".
En el año 1457 el rey Enrique IV concede al noble trujillano Diego de Orellana el lugar de Cañamero. Orellana reconstruyó el castillo y se dedicó a asaltar a los abastecedores, ganados y peregrinos del cercano monasterio de Guadalupe. Por eso, apenas tres años más tarde, en 1461, el mismo Enrique IV ordena al Concejo de Trujillo que derriben el castillo de Cañamero y que "no se construya nunca más en dicha peña, ni torre ni castillo ni otra casa fuerte ni edificio alguno". Cañamero tenía entonces unos 400 vecinos, siendo uno de los pueblos más grandes del término de Trujillo.

### Edad Moderna
Los hombres útiles de Cañamero se alistaron a menudo como soldados en expediciones contra el reino de Granada, y también hubo más adelante una emigración, considerable dado el volumen de la población, hacia América. En 1520 Juan García de Cañamero pasa a la conquista de México con el capitán Pánfilo de Narváez.
En el año 1538 el pueblo de Cañamero se separa de la jurisdicción de Trujillo pagando seis mil ducados al rey Carlos I de España, recolectados entre todos sus 450 vecinos. La aldea es declarada "villa exenta, con jurisdicción civil y criminal propias", con facultad de tener cárcel, cadenas, horca, rollo y picota.
Cañamero conoce su etapa de mayor prosperidad en los años 1590-1640, años en los que se duplica la población y se amplía el pueblo, y más tarde su etapa de mayor decadencia, entre 1700 y 1850.

### Edad Contemporánea
A la caída del Antiguo Régimen la localidad se constituye en municipio constitucional, entonces conocido como Cañameros en la región de Extremadura que desde 1834 quedó integrado en partido judicial de Logrosán que en el censo de 1842 contaba con 310 hogares y 1698 vecinos.
En 1845 tenía 1698 habitantes y 260 casas, con calles malas y sucias, una casa-ayuntamiento sin uso y una escuela con 50 niños.[cita requerida]
Durante la Segunda República (1931-1936) el Ayuntamiento estuvo gobernado por Izquierda Republicana. El pueblo fue ocupado por las tropas rebeldes en julio de 1936 y permaneció durante un tiempo en la línea del frente. El Castillo (es decir, el promontorio donde estuvo ubicado el antiguo castillo) volvió a utilizarse como posición estratégica contra posiciones republicanas en los alrededores del pueblo. 
En los años 1960 hay una intensa emigración de cañameranos hacia zonas industrializadas de Europa: Alemania, Francia..., así como las regiones españolas más industrializadas: Madrid y Cataluña.
En 1985 se construye la presa de Cancho del Fresno, con un volumen de embalse de 15 hm³. El Río Ruecas nuevamente vuelve a ser embalsado en el vecino municipio de Logrosán.

## Demografía
Cañamero cuenta con una población de 1601 habitantes (INE 2024).
| Gráfica de evolución demográfica de Cañamero entre 1842 y 2021                                                                                                  |
| |
| Población de derecho según los censos de población del INE Población de hecho según los censos de población del INEEn este censo se denominaba Cañameros: 1842. |

## Administración y política
En la siguiente tabla se muestran los votos en las elecciones municipales de Cañamero, con el número de concejales entre paréntesis, en las elecciones municipales desde 2003:
| Año  | Año | Populares      | Socialistas   | Izquierda         | Regionalistas | Otros                    |
| ---- | --- | -------------- | ------------- | ----------------- | ------------- | ------------------------ |
| 2003 |     | PP: 221 (2)    | PSOE: 624 (5) | IU-SIEX: 40 (0)   | EU: 226 (2)   | LV: 61 (0)               |
| 2007 |     | PP-EU: 226 (2) | PSOE: 735 (6) | No se presentaron | IPEX: 192 (1) | No hubo más candidaturas |
| 2011 |     | PP-EU: 273 (2) | PSOE: 608 (6) | No se presentaron | IPEX: 192 (1) | No hubo más candidaturas |
| 2015 |     | PP: 281 (2)    | PSOE: 377 (3) | No se presentaron | eX: 119 (1)   | AEICA: 351 (3)           |

| Periodo   | Nombre                                                         | Partido |
| --------- | -------------------------------------------------------------- | ------- |
| 1979-1983 | Francisco Audije Broncano                                      | UCD     |
| 1983-1987 | Pedro Alfonso Diosdado (hasta 1985) José V. Barba (desde 1985) | PSOE    |
| 1987-1991 | Marcial Cortijo Parralejo                                      | PSOE    |
| 1991-1995 | Marcial Cortijo Parralejo                                      | PSOE    |
| 1995-1999 | Marcial Cortijo Parralejo                                      | PSOE    |
| 1999-2003 | Marcial Cortijo Parralejo                                      | PSOE    |
| 2003-2007 | Carlos Bravo Gutiérrez                                         | PSOE    |
| 2007-2011 | Carlos Bravo Gutiérrez                                         | PSOE    |
| 2011-2015 | Carlos Bravo Gutiérrez                                         | PSOE    |
| 2015-2019 | Felipe Cerro Audije                                            | EICA    |
| 2019-2023 | David Peña Morano                                              | PSOE    |
| 2023-act. | David Peña Morano                                              | PSOE    |

## Economía
Es conocido por su producción de vino de pitarra. Produce también miel y aceite de oliva. Cañamero se integró como subzona en la denominación de origen Ribera del Guadiana. Los municipios en ella comprendidos son: Alía, Berzocana, Cañamero, Guadalupe y Valdecaballeros. La miel goza del reconocimiento de una denominación de origen conocida como D.O. Miel Villuercas-Ibores. La localidad dispone de notables servicios relacionados con el turismo (alojamientos y hostelería), tanto por el que visita la localidad, como por su cercanía a Guadalupe y su Monasterio. Comercialmente, en materia de educación secundaria y en salud pública depende de la vecina localidad de Logrosán, cabeza del partido judicial. Estas dos poblaciones, de una gran tradición de hermanamiento, están separadas por apenas 14 km y pertenecen a la misma mancomunidad por lo que comparten muchos proyectos. Cañamero también dispone de un pequeño polígono industrial.

## Transportes
El casco urbano de la villa está atravesado por la carretera autonómica EX-102, que lleva por el suroeste a Logrosán, Zorita y Miajadas y por el noreste a Guadalupe y la provincia de Toledo. La carretera está por lo general en buen estado, aunque la orografía hace que cuente con algunos tramos de curvas peligrosas y también algunos de fuertes pendientes. Al este del término, sale por el sur de la EX-102 la también carretera autonómica EX-116, que lleva a Navalvillar de Pela y también está en buen estado.
En cuanto a las carreteras secundarias, al norte de la villa sale la carretera provincial CC-21.3, que al final de su recorrido se bifurca en las carreteras de Berzocana y Navezuelas. La CC-21.3 carece de arcén y apenas tiene tramos rectos. Al sureste del municipio, sale de la EX-116 la EX-316, carretera autonómica que lleva a Valdecaballeros y Castilblanco. La EX-316, que es una carretera en buenas condiciones, no debe confundirse con el camino rural CC-21.2, que une la EX-102 con el cruce de la EX-116 con la EX-316.

## Servicios públicos

### Educación
En la villa hay un colegio público de infantil y primaria, el CEIP Fausto Maldonado. La educación secundaria se estudia en el IES Mario Roso de Luna de Logrosán.

### Sanidad
Pertenece a la zona de salud de Logrosán dentro del área de salud de Cáceres y cuenta con un consultorio local en la carretera de Berzocana. No hay ningún establecimiento sanitario privado registrado a fecha de 2013, por lo que en algunos servicios sanitarios como ópticas o clínicas dentales depende de poblaciones cercanas de mayor tamaño. El municipio cuenta con una sola farmacia, que coordina sus turnos de guardia con las de Alía, Guadalupe y Logrosán.

## Medios de comunicación
El municipio recibe la señal de la TDT de los repetidores de televisión de Montánchez y Guadalupe.

## Patrimonio

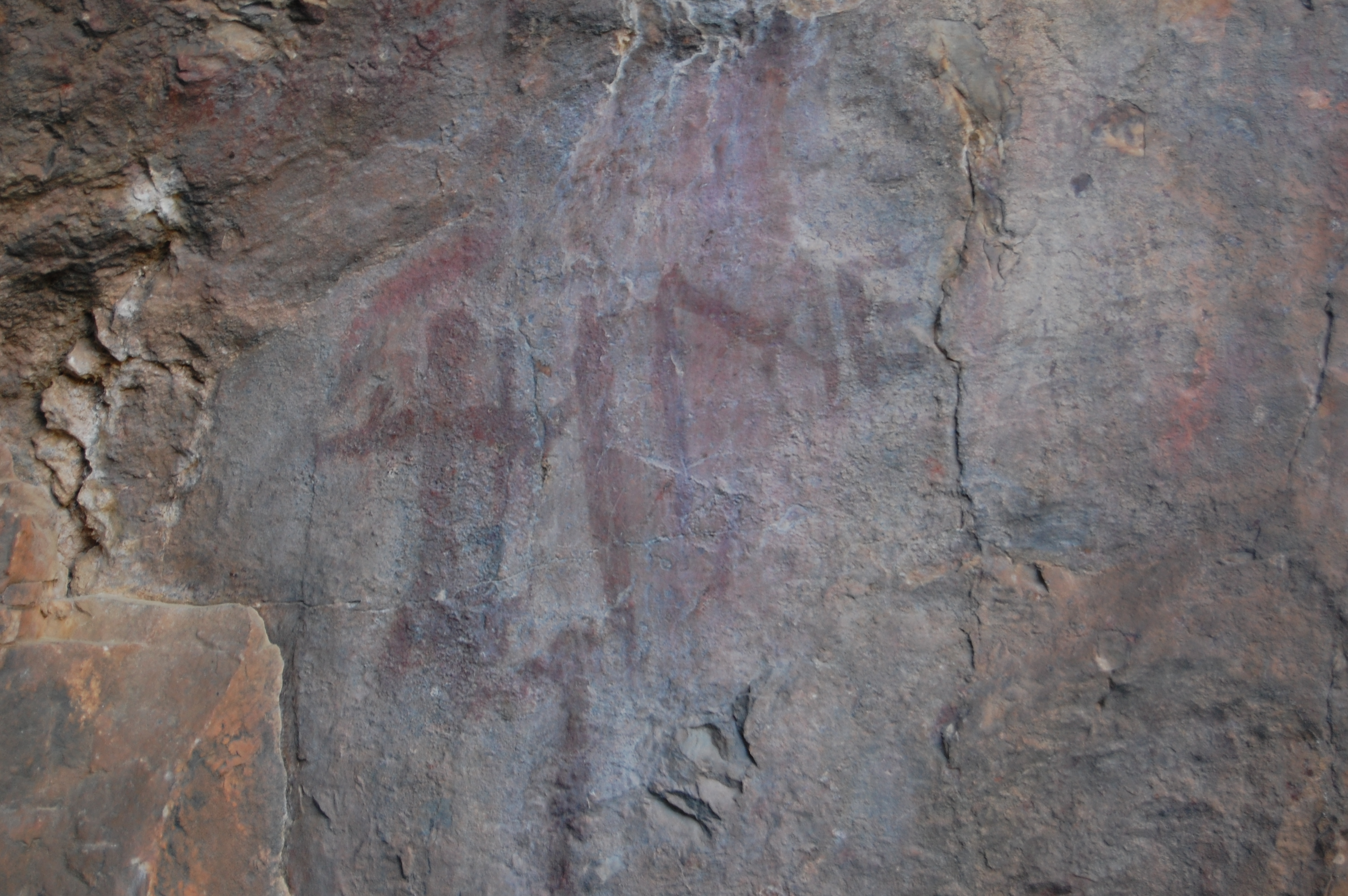
Pinturas rupestres de cueva Chiquita

- Iglesia parroquial católica bajo la advocación de Santo Domingo de Guzmán, en la archidiócesis de Mérida-Badajoz, diócesis de Plasencia, arciprestazgo de Logrosán.[26]
- Ermita de nuestra Señora de Belén: De una sola nave. Las pinturas barrocas de su interior fueron restauradas en 2007 y ocupan la cabecera de la ermita y el primer tramo de la nave cubierto por una vuelta de cañón. La ermita conserva una imagen de la Virgen del siglo XV y acoge una romería por Semana Santa. La otra ermita de la localidad es la de Santa Ana (siglo XVIII).
- Cueva Chiquita o de Álvarez: Acoge pinturas rupestres esquemáticas que durante el 2008 han sido objeto de limpieza. En las cercanías de la Presa del Cancho del Fresno.
- Castillo de Cañamero: Es la formación rocosa que preside la localidad desde la cual se puede contemplar una amplísima panorámica. En lo alto, mirando hacia el río Ruecas se localizan trazos de antiguas construcciones de carácter defensivo. En la más grande de ellas existe un sector actualmente tapiado que daba acceso a lo que algunos testimonios consideraban unas galerías.

## Festividades
En Cañamero se celebran las siguientes fiestas:
- Quintos, el 24 de enero;
- Carnavales;
- Las lumbrinarias, el 18 de marzo;
- Semana Santa, en la cual destacan el Día del Bollo el Domingo de Pascua y la romería de la Virgen de Belén el día siguiente;
- Fiestas patronales, en agosto.

## Deportes

### Vía Verde
En 1926 se planteó la construcción de un ferrocarril que uniera Talavera de la Reina (Toledo) con Villanueva de la Serena (Badajoz). En 1964 las obras fueron abandonadas definitivamente con lo cual el tren jamás circuló. En agosto de 2007 se inauguró oficialmente la vía verde denominada de las Vegas del Guadiana y las Villuercas. Son 56 kilómetros acondicionados entre Villanueva de la Serena y Logrosán (ver artículo Camino Natural de las Vegas del Guadiana). El siguiente tramo de poco más de 26 kilómetros transcurre entre Logrosán, tierras de Cañamero y Guadalupe donde aguarda un espectacular viaducto. La estación de Cañamero se encuentra situada junto a la carretera que une la localidad con Valdecaballeros. Existe el deseo de unir esta vía verde con el tramo toledano convertido actualmente en la vía verde de la Jara (52 kilómetros; Minas de Santa Quiteria (comarca de la Jara) - estación de Calera y Chozas, cerca de Talavera).

### Tiro con arco
En 1995 se fundó el club de tiro con arco Los Rucones, que actualmente cuenta con alrededor de 30 socios, la mayoría provenientes del propio pueblo, pero que acoge también a arqueros y arqueras de pueblos cercanos, como Logrosán, Guadalupe o Deleitosa.
El club ha logrado ser campeón de Extremadura en los últimos años, también ha logrado varias medallas de plata. 
Alejandro Rodríguez Arévalo, miembro del club, ha conseguido ser subcampeón de España en 2016, batir dos récord nacionales, permanecer entre los 10 primeros de España durante más de 5 años y optar a un clasificatorio de un mundial.